# 霧島市立平山小学校
霧島市立平山小学校（きりしましりつ ひらやましょうがっこう）は、鹿児島県霧島市国分川内にある市立の小学校。

## 概要
霧島市国分の南東部に位置する小学校である。
平成14年度から特認通学制度を導入しており、市内の別の校区からも通学が可能である。令和6年度より休校となっている。

## 沿革
- 1879年（明治12年） - 西曽於郡国分村立平山簡易小学校開設。
- 1910年（明治25年） - 東国分村立平山小学校と改称。
- 1955年（昭和30年） - 国分市立平山小学校と改称。
- 2005年（平成17年） - 国分市と姶良郡6町の新設合併に伴い、霧島市立平山小学校と改称。
- 2024年（令和6年） - 校区内から通学する生徒がいないことから、休校となる[2]。